# Christian Wilhelm Fischer
Christian Wilhelm Fischer (* 17. September 1787 in Conradsdorf; † 4. November 1859 in Dresden) war ein deutscher Schauspieler, Sänger (Bassbuffo) und Regisseur.

## Leben und Wirken
Christian Wilhelm wuchs ab dem siebenten Lebensjahr in Oberbobritzsch auf, wo sein Vater Wilhelm Ernst Fischer 1794 die Schulmeister- und Organistenstelle antrat. Am 30. Juli 1800 wurde er in die Quarta des Freiberger Gymnasiums aufgenommen.
Im Jahre 1808 verließ er Freiberg und siedelte auf Anregung eines Freundes nach Bautzen um, wo er als Primaner in das dortige Gymnasium eintrat und als Chorleiter-Gehilfe wirkte.
Auf Empfehlung des Theaterdirektors Nitzschke wandte er sich dem Theater zu und kam 1810 zur Schauspielergesellschaft von Joseph Seconda nach Dresden. Von 1817 bis 1828 trat er in Leipzig als Bassbuffo auf, wechselte dann nach Magdeburg, bevor er 1829 als Opernregisseur nach Leipzig zurückging. 1832 wechselte er als Chordirektor und Regissieur an das Königliche Hoftheater in der sächsischen Residenzstadt Dresden, wo er bis zu seinem Tod lebte. Richard Wagner schätze ihn als väterlichen Freund und erhielt nach seiner Flucht 1849 von Fischer kopierte Partituren seiner Werke.